# Heterocerus nepalensis
Heterocerus nepalensis là một loài bọ cánh cứng trong họ Heteroceridae. Loài này được Mascagni miêu tả khoa học đầu tiên năm 1993.